# Jacopo Pergamini
Jacopo Pergamini (Fossombrone, 1531 – Roma, 1615) è stato un letterato e religioso italiano,  fu professore di legge a Bologna, poi segretario del cardinale  Carlo Visconti Borromeo e poi del cardinale Scipione Gonzaga.

## Opere
- Le Lettere;
- Volgarizzamento dell'Istoria di Sulpicio Severo;
- Il Memoriale della lingua italiana, Venezia, Giovanni Battista Ciotti, 1602.
- Trattato della lingua, Venezia, per Bernardo Giunta, Gio. Battista Ciotti & compagni, 1613.
- Proverbi e Sentenze e Motti.
- Tradusse le Odi e l'Ars poetica  di Quinto Orazio Flacco.